# بنجامين لونغ
بنجامين لونغ (بالإنجليزية: Benjamin Long)‏ هو سياسي أمريكي، ولد في 7 مارس 1838 في زيورخ في سويسرا، وتوفي في 23 يونيو 1877 في دالاس في الولايات المتحدة.